# Lasioglossum latibalteatum
Lasioglossum latibalteatum är en biart som först beskrevs av Meade-waldo 1916.  Lasioglossum latibalteatum ingår i släktet smalbin, och familjen vägbin. Inga underarter finns listade i Catalogue of Life.